# Jacques de Ceuster
Jacques de Ceuster (* 11. Oktober 2000) ist ein belgischer Eishockeyspieler, der seit 2021 erneut bei HYC Herentals in der belgisch-niederländischen BeNe League spielt.

## Karriere
Jacques de Ceuster begann seine Karriere als Eishockeyspieler bei HYC Herentals, für die er bereits als 16-Jähriger in der belgisch-niederländischen BeNe League debütierte. 2019 gewann er mit HYC die BeNe League. 2017, 2018, 2019 und 2020 wurde er mit dem Verein belgischer Meister sowie 2017, 2019 und 2020 auch Pokalsieger. 2020 wechselte er nach Italien, wo er für den HC Como und den HC Alleghe in der zweitklassigen Italian Hockey League spielte. Bereits nach einem Jahr kehrte er zu  HYC Herentals in die BeNe League zurück.

## International
Für Belgien nahm de Ceuster im Juniorenbereich an den U18-Weltmeisterschaften der Division II 2017 und der Division III 2018, als er zum besten Spieler seiner Mannschaft gewählt wurde, sowie den U20-Weltmeisterschaften der Division II 2018, 2019 und 2020 teil.
Mit der Herren-Nationalmannschaft spielte de Ceuster erstmals bei der Weltmeisterschaft der Division II 2022.

## Erfolge und Auszeichnungen
- 2017 Belgischer Meister und Pokalsieger mit HYC Herentals
- 2018 Belgischer Meister mit HYC Herentals
- 2018 Aufstieg in die Division II, Gruppe B, bei der U18-Weltmeisterschaft der Division III, Gruppe A
- 2019 Gewinn der BeNe League mit HYC Herentals
- 2019 Belgischer Meister und Pokalsieger mit HYC Herentals
- 2020 Belgischer Meister und Pokalsieger mit HYC Herentals

## BeNe League-Statistik
(Stand: Ende der Spielzeit 2023/24)